# Rachid Nouni
 (avril 2024).
 (avril 2024).
Rachid Nouni (en arabe : رشيد نوني), né le 5 mai 1943 à Blida en Algérie et mort le 2 mars 1999, est un artiste interprète algérien de Chaâbi.

## Biographie

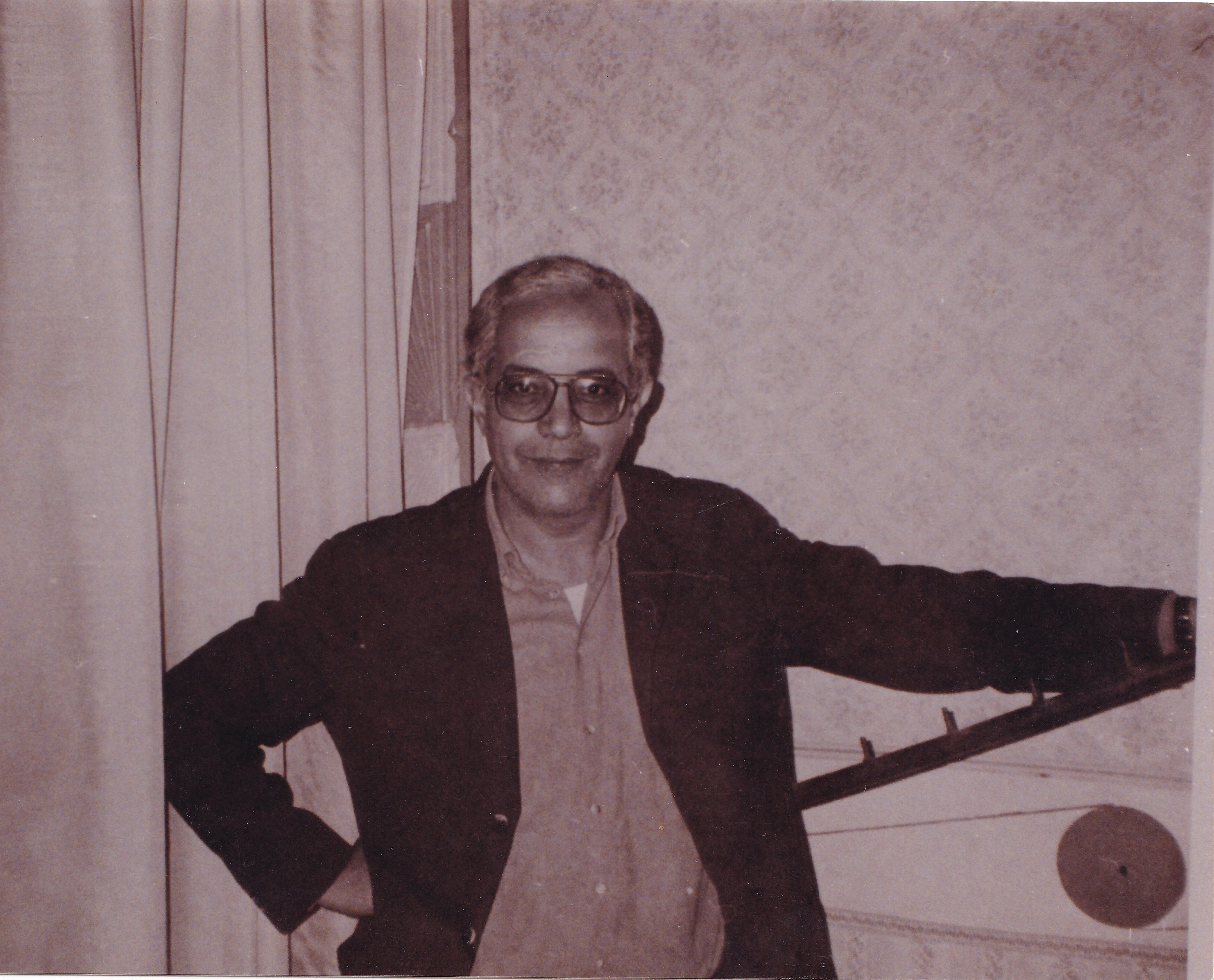
Rachid Nouni

Sensible à la musique orientales il commence dans les années 1950 à chantonner les airs de Mohammed Abdel Wahab. L'amoureux de la guesba et le cheikh Bouras, dès les premières années de l'indépendance, fera partie d'un groupe de chaâbi l'union artistique populaire en tant que terrar et drabki par la suite sous la direction de Mohamed Bouzerar. Composé de Settouf, Tass, Mrizek, Semmad, Hadj Benchoubane - responsable de théâtre de Bouzerar bien sûr et de Ali Métidji, chef d'orchestre. la troupe ne va pas chômer.
Aidé par Hadj Mohamed Saoudi, pâtissier de la rue Baj, Rachid Nouni va perfectionner son jeu du mendole. Pour ce fonctionnaire des finances (Crédit populaire algérien), à la voix veloutée, aux intonations traînantes, le chaâbi ne sera jamais un métier mais un art. Ce « chanteur local » comme il se définit modestement lui-même, a enregistré cinq cassettes audio (1993). Il apprécie Verlaine et le jazz,.